# Mega-Erde

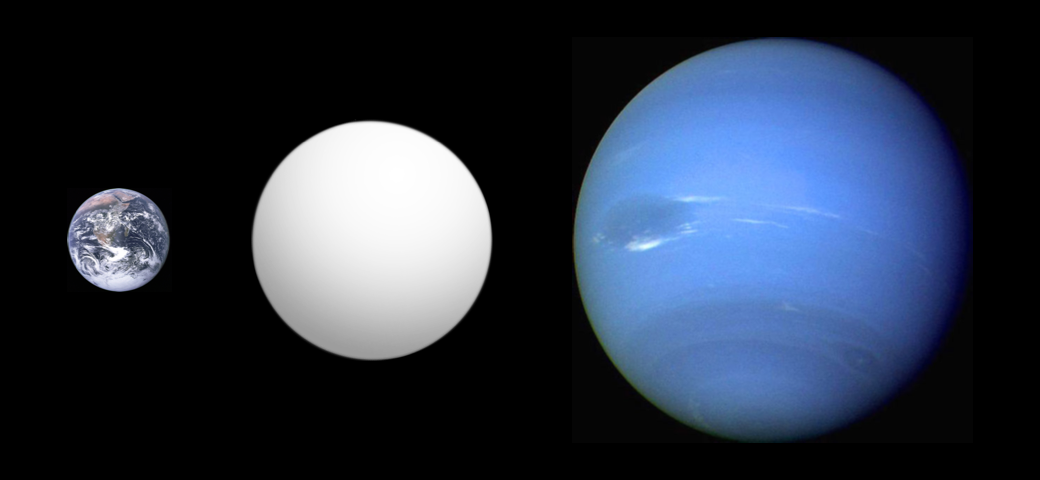
Größenvergleich der Erde zur Mega-Erde Kepler-10c und Neptun

Mega-Erde ist eine umgangssprachliche Bezeichnung für einen extrem großen extrasolaren terrestrischen Planeten. Es ist zu beachten, dass sich diese lediglich nach der Masse richtet, jedoch keine Aussagen zur Oberflächenbeschaffenheit oder Bewohnbarkeit des Planeten macht. Vorgeschlagen wurde die neue Kategorie in Abgrenzung zu den kleineren und masseärmeren Supererden durch die Identifikation des etwa 2,3-fach erdgroßen Planeten Kepler-10c als Gesteinsplaneten aufgrund seiner etwa 17-fachen Erdmasse und der daraus resultierenden mittleren Dichte von 7,1 ± 1,0 g/cm³ (zum Vergleich: Erde 5,515 g/cm³). Neuere Arbeiten zweifeln an der hohen Masse dieses Exoplaneten, es wurden jedoch auch weitere Kandidaten für diese Klasse von Planeten vorgeschlagen.

## Beispiele (Kandidaten)
- BD+20 594b
- Kepler-145b
- K2-66b